# Francisco Mosquera (football)
Pour les articles homonymes, voir Mosquera.
Francisco Mosquera, né le 5 novembre 1973, est un footballeur colombien, qui évoluait au poste de défenseur à l'Atlético Nacional, au Junior de Barranquilla, au Deportivo Pereira et au Centauros Villavicencio, ainsi qu'en équipe de Colombie.
Mosquera ne marque aucun but lors de ses deux sélections avec l'équipe de Colombie entre 1996 et 1997. Il participe à la Copa América en 1997 avec la Colombie.

## Carrière
- 1993-1999 :  Atlético Nacional
- 1999-2000 :  Junior de Barranquilla
- 2001 :  Atlético Nacional
- 2001 :  Junior de Barranquilla
- 2002 :  Deportivo Pereira
- 2003 :  Centauros Villavicencio[1]

## Palmarès

### En équipe nationale
- 2 sélections et 0 but avec l'équipe de Colombie entre 1996 et 1997

### Avec l'Atlético Nacional
- Vainqueur du Championnat de Colombie en 1994 et 1999
- Vainqueur de la Copa Interamericana en 1997